# Yavuzselim, Yıldırım
Yavuzselim là một xã thuộc quận Yıldırım, tỉnh Bursa, Thổ Nhĩ Kỳ.